# Транспорт в Малави
Транспортът в Малави е слабо развит. Доминират пътища, повечето от които черни. Развит е и железопътен транспорт.

## Железопътен транспорт
обща дължина: 797 км.
връзки с Танзания, Мозамбик и Замбия
Градове, свързани железопътната мрежа: Балака, Блантайр, Чипока, Ланзу, Лилонгве, Лимбе, Салима, Нкая, Наючи, Макханга, Лиранжве, Ливонде и Мчинджи.
Бъдещи разширявания: Чипита и Мпика (в Замбия), Нсанйе (в Малави) и Чинде (в Мозамбик).

## Магистрали
- обща дължина: 14 597 км.
- асфалтирани: 2773 км.
- неасфалтирани: 11 821 км (данни от 2001 г.)

## Водни пътища
Езеро Малави и река Шире (144 км)

## Летища
- общ брой: 44 (данни от 2001 г.)
- летища с асфалтирани писти: 6 (данни от 2002 г.)
- летища с неасфалтирани писти: 38 (данни от 2002 г.)

## Пристанища
Пристанищата в страната са на езеро Малави. Главните са 5:
- Чипока
- Мънки Бей
- Нкхата Бей
- Нкхотакота
- Чилумба